# Eumecocera callosicollis
Eumecocera callosicollis là một loài bọ cánh cứng trong họ Cerambycidae.